# Orgelfelsen
Der Orgelfelsen ist ein Naturdenkmal (Einzelgebilde) und ein Geotop auf dem Gebiet der baden-württembergischen Gemeinde Gernsbach im Landkreis Rastatt.

## Kenndaten
Der Felsen wurde mit Verordnung vom 14. November 1939  als Naturdenkmal ausgewiesen.

## Lage und Beschreibung
Der Orgelfelsen nordöstlich oberhalb des Gernsbacher Stadtteils Reichental bildet eine markante, über 40 Meter hohe und 80 Meter breite Felsgruppe aus Forbachgranit, einem graurosa gefärbten Zweiglimmergranit mit körniger, teilweise porphyrischer Struktur. Infolge der den senkrecht stehenden Klüften folgenden Verwitterung wurden in den Orgelfelsen mehrere Felstürme herauspräpariert, die riesigen Orgelpfeifen ähneln. Die sehr kompakten Felsen weisen zudem deutliche Wollsackverwitterung auf.
Der Orgelfelsen wird auch als Geotop geführt.